# Lou Bandy

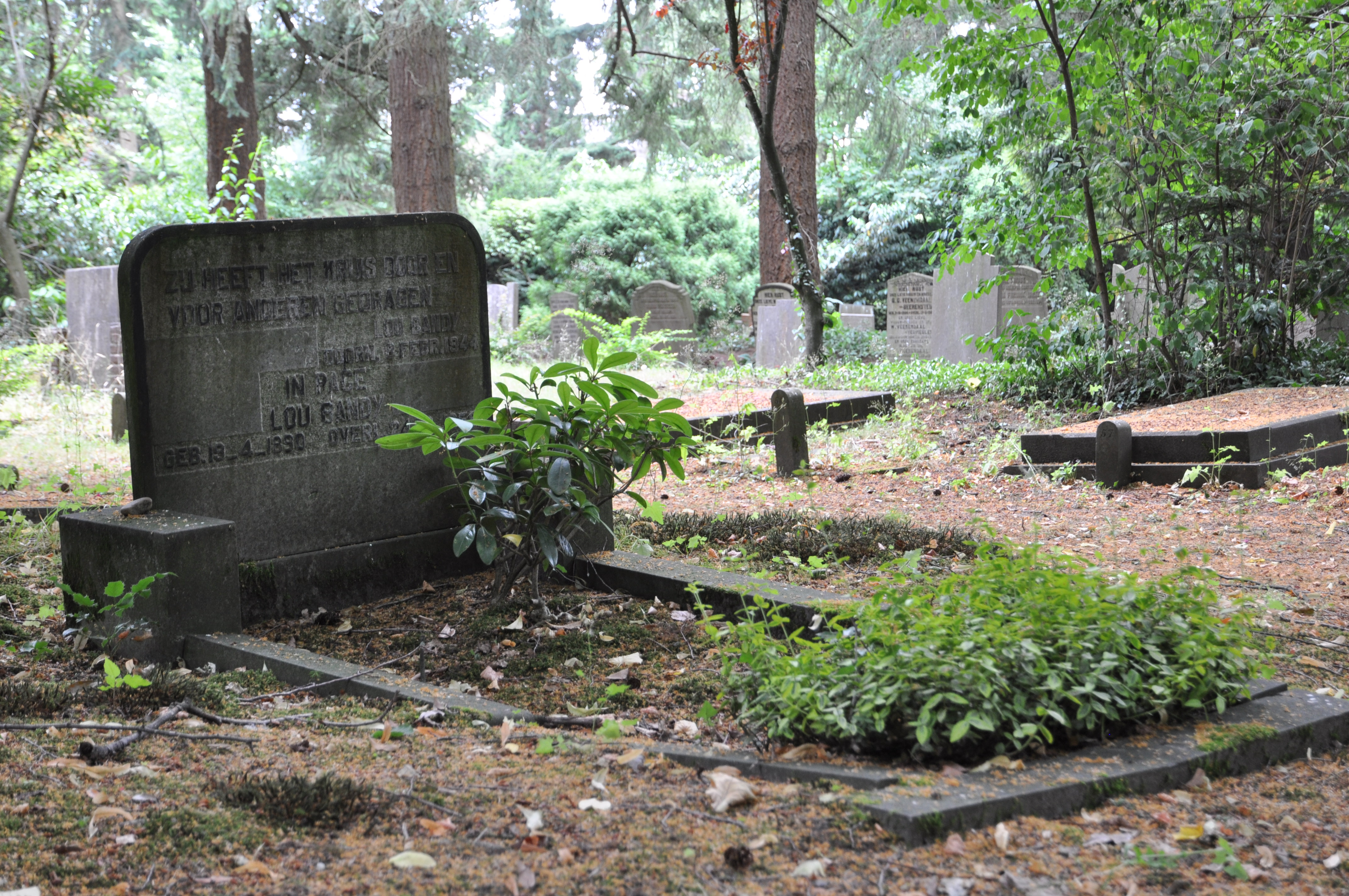
Graf van Lou Bandy op de Oude Algemene Begraafplaats in Doorn

Lodewijk Ferdinand Dieben (Den Haag, 19 april 1890 – Zandvoort, 24 juni 1959), beter bekend onder zijn pseudoniem Lou Bandy, was een Nederlandse zanger en conferencier die in de periode tussen de beide wereldoorlogen een van de populairste artiesten van Nederland was. Tot zijn bekendste liedjes behoren: Zoek de zon op (1936), Schep vreugde in het leven (1937), Wie heeft er suiker in de erwtensoep gedaan? (1939) en Louise zit niet op je nagels te bijten (1946).

## Levensloop

### Wortels
Bandy, afkomstig uit een Haags arbeidersgezin, werkte als piccolo, huisbediende, straatzanger en als dienstplichtige bij de marine voordat hij in 1915 een serieuze carrière in het variété begon. Aanvankelijk trad hij samen met zijn broer Willy op onder de naam The Bandy Brothers (Bandy is een veramerikaanste omkering van de lettergrepen Die-ben). Al snel bleken de karakters van de broers echter te sterk te botsen om zinvol te kunnen samenwerken; in tegenstelling tot Willy stond Lou bekend als een moeilijk mens.
Lou ging verder onder de naam Lou Bandy. Op 21 juni 1921 trouwde hij met de pianiste Eugenie Küch, een Duitse officiersdochter die een grote invloed op zijn carrière zou hebben: ze bracht hem nettere omgangsvormen bij, deed hem het belang van het spreken in algemeen Nederlands inzien en bezorgde hem zijn eerste lucratieve contracten. Met haar steun wist de Haagse volksjongen zich in de loop der jaren op te werken tot in de top van het establishment van artiesten, impresario's en theatereigenaren. In 1927 werd hun dochter Louise geboren.

### Bandy als vedette
Bandy werd bij het publiek bekend als zanger van vrolijke teksten, meestal van de hand van Ferry van Delden of Philip Pinkhof (alias Rido). Bij personen uit zijn directe omgeving had hij een minder vrolijk imago. De anekdotes waarin Bandy zijn collega's met een zure opmerking schoffeert zijn talrijk, evenals de verhalen waarin hij teksten van spiritusdrinkers op het Haagse Malieveld tegen luttele vergoeding opkocht.
Vanaf 1931 was Bandy de publiekstrekker voor het revuegezelschap De Nationale Revue dat hij in 1939 verruilde voor Jong Nederland. Al die tijd was zijn strohoed zijn handelsmerk. Verder stond hij bekend om de goocheme kwinkslagen die hij tussen de liedjes door maakte. Hij improviseerde vaak en wist – als een stand-upcomedian avant la lettre – vaak de lachers op zijn hand te krijgen. Grove teksten schuwde hij daarbij niet. Een mevrouw die te laat binnenkwam begroette hij met de volgende woorden: "Hé Marie, leuk dat je ook komt, Ik had je met kleren aan niet zo gauw herkend."
Als artiest was Lou Bandy veelzijdig. Hij nam als zanger grammofoonplaten op, speelde mee in een paar Nederlandse speelfilms. In de eerste, Het meisje met den blauwen hoed uit 1934, speelde hij zelfs een dubbelrol. Fien de la Mar en Cees Laseur speelden een rol in zijn tweede film Het leven is niet zoo kwaad uit 1935. Maar bovenal was Bandy een revue-artiest. In 1939 had hij een succes met het liedje Rats, kuch en bonen.

### Tweede Wereldoorlog
In 1940 kocht hij een villa in Doorn. Hij vertoefde daar graag en richtte de woning in met onder andere een collectie schilderijen van Nederlandse meesters.
Wat zijn opstelling in de oorlogsjaren is geweest blijft onduidelijk. Begin 1941 nam Bandy zitting in een adviesraad voor de vakgroep Kleinkunst, die moest adviseren over een door de Duitsers ingesteld instituut, de Kultuurkamer. Deze actie werd Bandy kwalijk genomen. Waarschijnlijk had hij zich in zijn onnozelheid hiermee ingelaten, want tijdens zijn optredens liet hij van zijn anti-Duitse gevoelens blijken door het zingen van vaderlandslievende liedjes.
In 1942 werd Bandy wegens anti-Duitse provocatie gearresteerd. Hij had namelijk tijdens een optreden het manke loopje van Seyss-Inquart geïmiteerd. Tussen het publiek aanwezige NSB'ers meldden het voorval aan de bezetter. Hij bracht een nacht door in de gevangenis van Scheveningen en werd later overgebracht en geïnterneerd in een gijzelaarskamp in Haaren. Door een hartkwaal te simuleren kwam hij vrij. Hij schreef bovendien een onderdanige brief aan de bezetter met het verzoek om weer te mogen optreden.
Korte tijd later werd hij opnieuw gearresteerd en overgebracht naar een gijzelaarskamp. Daar deed hij een zelfmoordpoging. Na verpleging kwam hij rond Kerstmis 1942 weer thuis. Hij kreeg huisarrest en moest in Doorn blijven. Hierdoor trad hij tijdens de resterende oorlogsjaren niet meer op.
In 1944 kreeg hij opnieuw tegenslagen te verwerken. Zijn vrouw Eugenie overleed in februari en zijn broer Willy Derby in april. Bij de begrafenis van zijn broer veroorloofde Bandy zich in zijn afscheidstoespraak enkele vulgariteiten, verwijzend naar het feit dat Derby tijdens het bedrijven van de liefde was gestorven. De aanwezigen waren gechoqueerd.
De brief aan de bezetter en zijn betrokkenheid bij de Kultuurkamer leidden er na de oorlog toe dat Bandy door sommigen als 'fout' werd gezien. Tijdens zijn come-backoptreden op 23 juni 1945 in het Concertgebouw in Amsterdam verscheen zelfs een afvaardiging van de Binnenlandse Strijdkrachten op het podium om Bandy te arresteren. "Als ik iets misdaan heb, stenig mij dan!", riep Bandy de zaal in. Diverse aanwezigen bemoeiden zich ermee. Het resultaat was dat men, in afwachting van nader onderzoek, van arrestatie afzag. Uiteindelijk werd Bandy de gewraakte brief vergeven, omdat deze vermoedelijk onder grote druk was geschreven. Ook de medewerking van het gros der Nederlandse artiesten aan de Kultuurkamer werd na de oorlogsjaren met de mantel der liefde bedekt.

### Nadagen

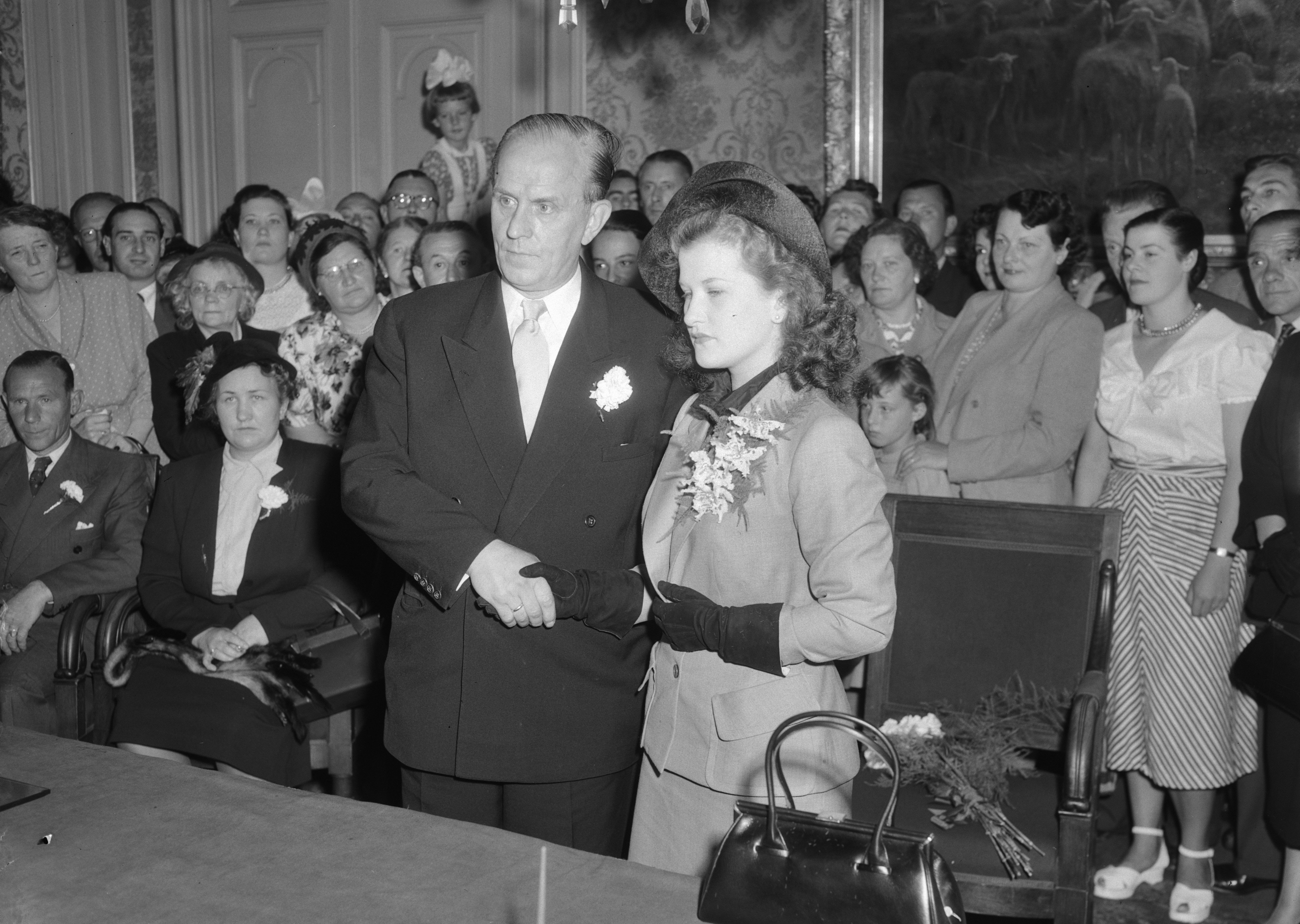
Huwelijk met Carla van den Hurk (1952)

Na de oorlog bleef Bandy nog jaren een van Nederlands populairste artiesten maar in de jaren vijftig bleken zijn hoogtijdagen voorbij. De grote revues waarin hij altijd had geschitterd waren niet meer gewild en Bandy moest zich tevreden stellen met kleinere optredens in het schnabbelcircuit. Daarnaast trad hij regelmatig op in het populaire radioprogramma De bonte dinsdagavondtrein.
Bandy's behoefte om jonge meisjes aan de haak te slaan drong zich steeds nadrukkelijker op de voorgrond. Dat hij tijdens zijn huwelijk op dit gebied al aan een sterke amoureuze veroveringsdrang had geleden was een publiek geheim, maar nadat zijn vrouw in 1944 was overleden resulteerden zijn escapades zelfs in twee kortstondige huwelijken: van 27 juli 1948 tot 9 maart 1949 met Sinia Franke (1925-1975) en met de 18-jarige Carla van den Hurk (1933-1976), van 15 augustus 1952 tot 16 april 1958. In beide partners vond de ijdele Bandy echter niet de kritiekloze bewonderaars waar hij naar zocht en ook door het publiek werd hij niet meer op handen gedragen. Zijn onzekerheid sloeg om in regelrechte podiumangst. Na de scheiding van Carla belandde hij enige tijd in een psychiatrische kliniek.

### Overlijden
De laatste maanden van zijn leven woonde hij alleen in een flat in Zandvoort, waar hij in 1959 zelfmoord pleegde. Hij werd begraven op de Oude Algemene Begraafplaats in Doorn (graf S-37) naast zijn eerste vrouw. Zijn biograaf H.P. van den Aardweg schreef in 1950: "Later, over eeuwen, wanneer Lou Bandy allang tot historie vergaan is en het erkentelijke nageslacht bedevaarten naar zijn praalgraf onderneemt ..." In werkelijkheid rust Bandy in een eenvoudig graf op een niet meer in gebruik zijnde begraafplaats.